# Comté de Floyd (Virginie)
Pour les articles homonymes, voir Comté de Floyd.
Le comté de Floyd est un comté de Virginie, aux États-Unis.